# 瓦尔内斯县
瓦爾內斯县（西班牙語：Provincia Warnes），是玻利維亞的县份，位於該國東部，屬於聖克魯斯省的一部分，县府設於瓦爾內斯，面積1,216平方公里，2001年人口54,593，人口密度每平方公里43.8人。